# Музей Богдана Хмельницького

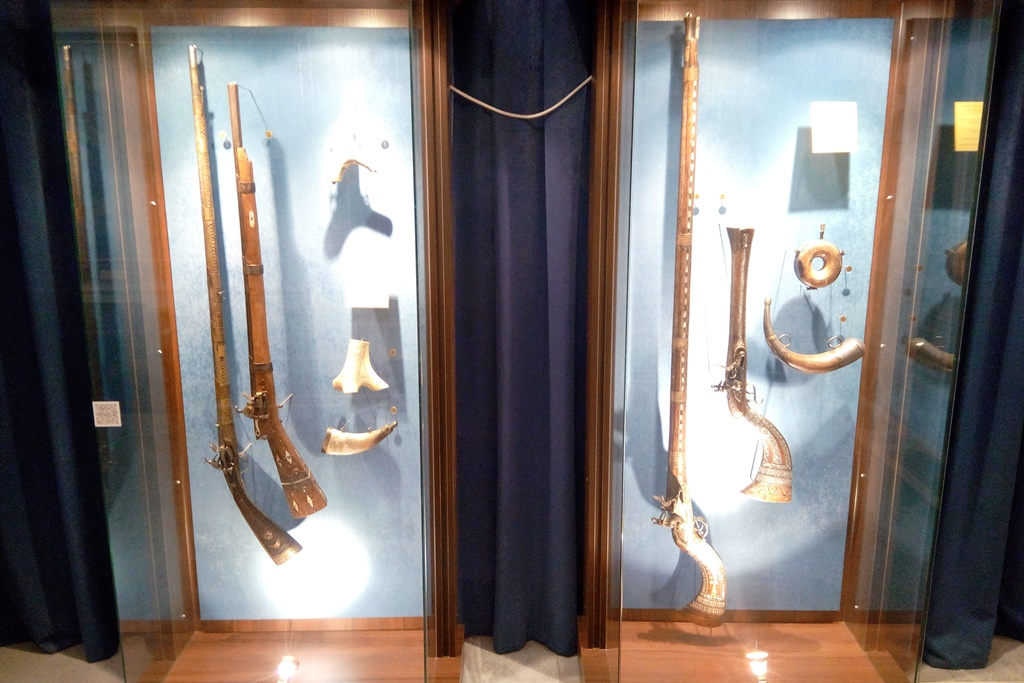
Експозиція Козацтво в XVIII столітті

Музей Богдана Хмельницького - відділ Національного історико – культурного заповідника «Чигирин».

## Історія музею
Його відкрито 25 грудня 1995 року в переддень святкування 400-річчя від дня народження гетьмана.  Музей  розташовано  у відбудованому приміщенні повітової управи початку 19 ст., автори проекту реконструкції – архітектори М.Андрущенко, С.Кілессо. Постійна експозиція музею оформлена у 2006 році приватним підприємством «Творча майстерня «Архітектура», (керівник С.М. Фурсенко) спільно з працівниками НІКЗ «Чигирин».
У залах музею представлені теми:
- Зал 1. «Наддніпрянська Україна в кін.16-поч.17ст.ст. Родина Хмельницьких на Чигиринщині»;
- Зал 2. « Життя та діяльність Б.Хмельницького до 1648 року»;
- Зали 3 – 5.«Богдан Хмельницький – гетьман України, видатний полководець Визвольної війни українського народу 1648-1657 рр.»;
- Зал 6. «Чигирин – столиця української козацької держави»;
- Зал 7. «Богдан Хмельницький та українська православна церква»;
- Зал 8. «Богдан Хмельницький - творець Української держави».
- Зали 9, 10 – виставкові.

Щорічно музей відвідує більш ніж 20 тисяч туристів з усіх куточків України. У 2006 р. заклад став учасником україно – голландського проекту  «Матра / Музеї України». У 2008 р. – музей Б.Хмельницького брав участь у II Всеукраїнському музейному фестивалі ( м. Дніпропетровськ),  де став переможцем у конкурсі аудіо – візуальних програм (номінація «Візитна картка»).  2010 року кращі експонати музею представляли заклад на міжнародній виставці «Україна – Швеція на перехрестях історії»,  яка проходила в Українському музеї у м. Нью – Йорк.

## Експозиція

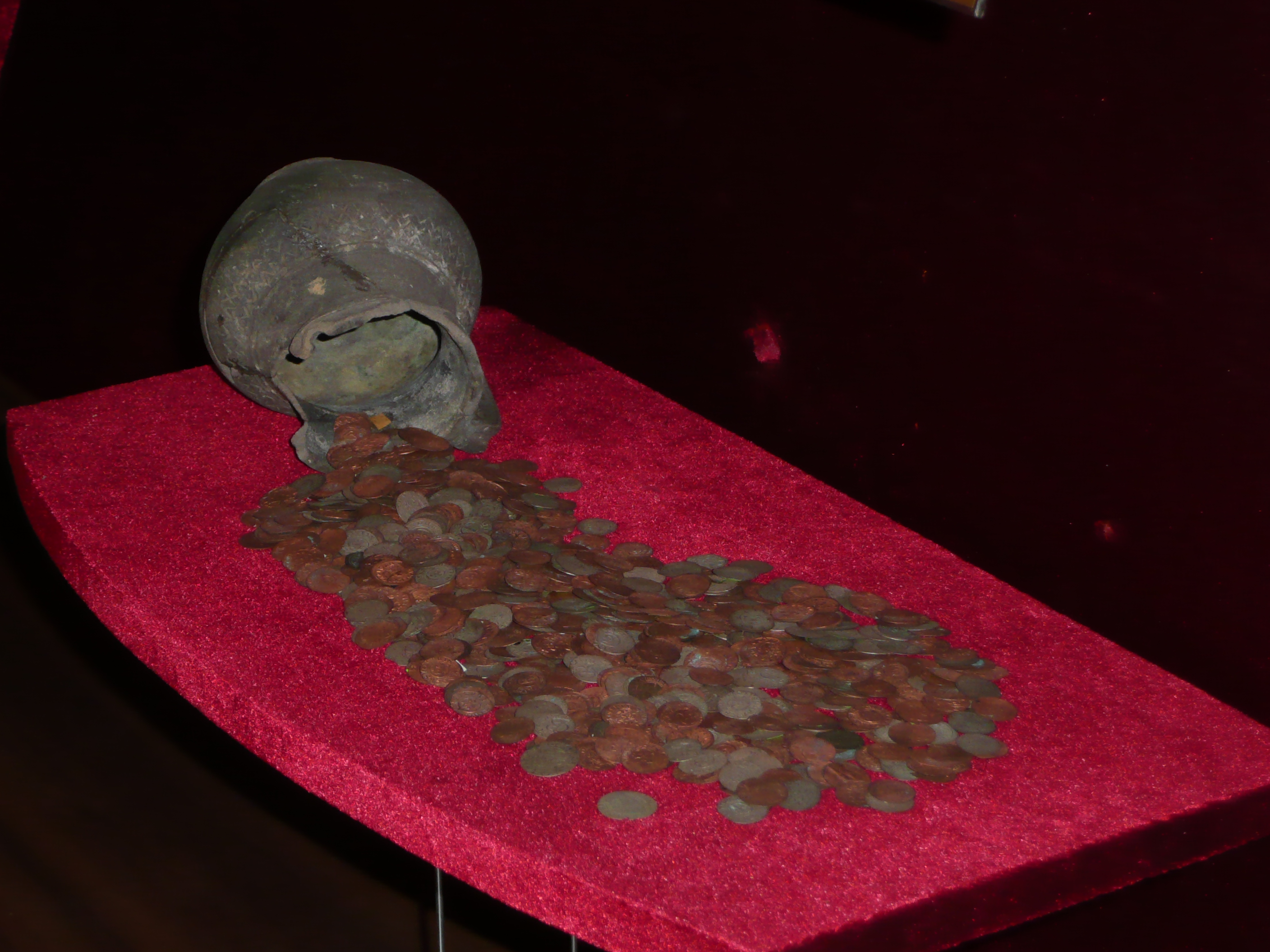
Скарб монет, 17 ст.

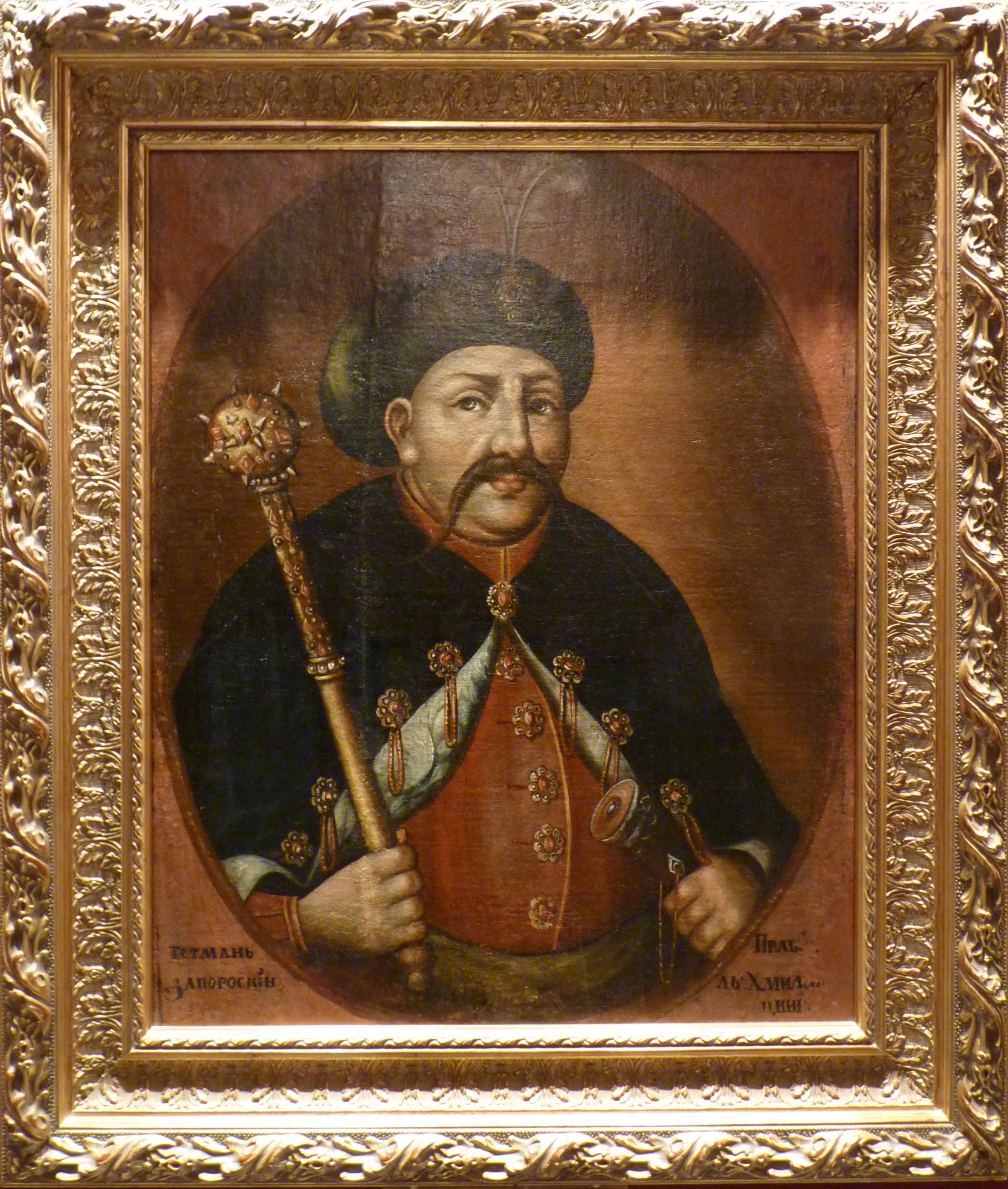
Портрет Б. Хмельницького, художник невідомий, сер. XVIII ст.

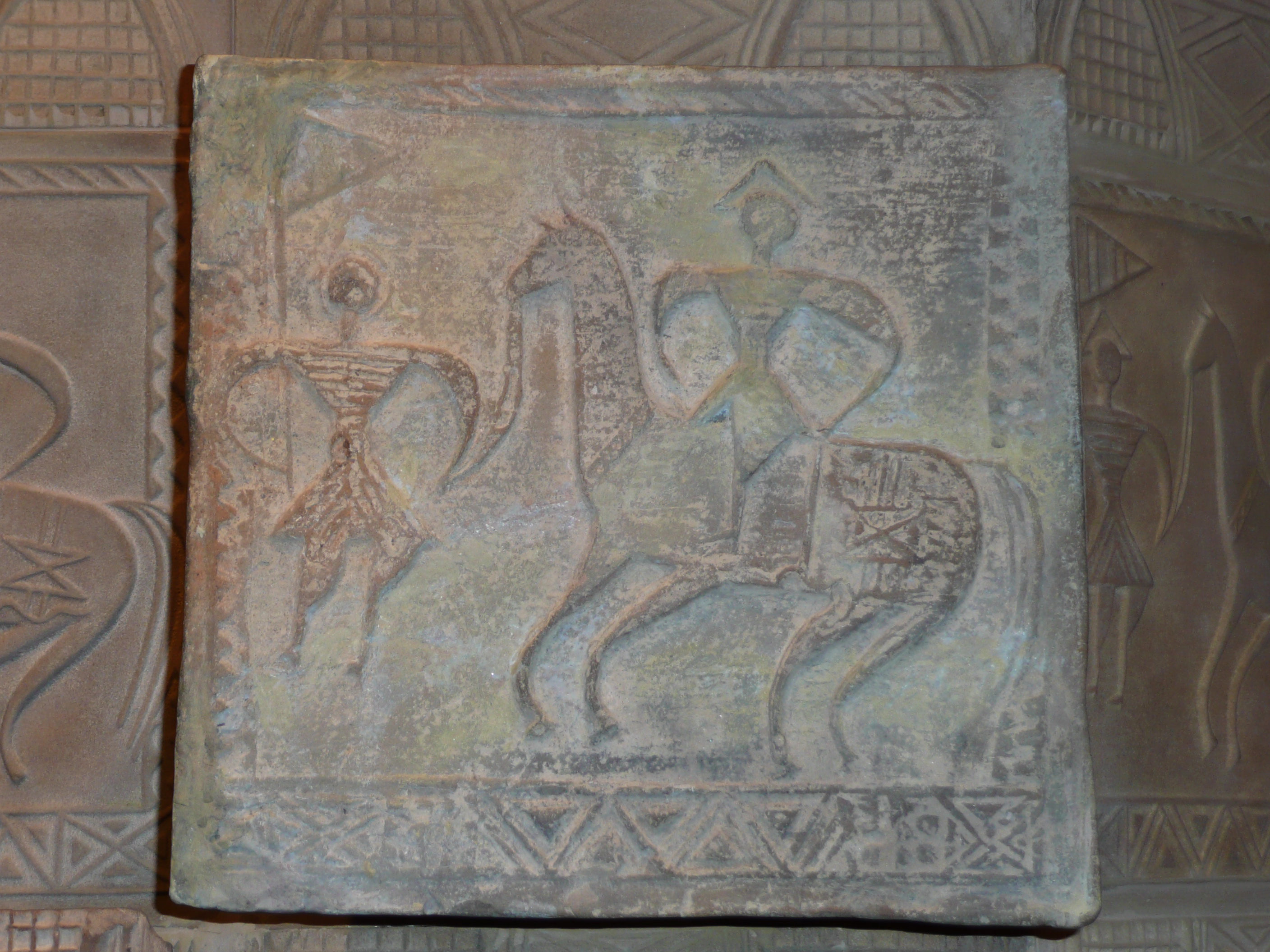
Пічна кахля, XVII ст.

Музейне зібрання нараховує близько 2000 експонатів. Головне місце в колекції займають пам’ятки козацької доби: зброя та спорядження, предмети декоративно-ужиткового мистецтва, нумізматика, побутові речі. До визначних історико – культурних пам’яток музейної збірки належать зразки холодної та вогнепальної зброї – шаблі, ножі, бойові сокири, чекани, рушниці. Серед експонатів музею – польова гармата 17 ст. прикрашена зображенням польського герба «Побуг» — в овальному щиті перевернута вниз підкова із кавалерським хрестом на ній.
Тут також є середньовічний панцир, знайдений у с. Бірки Олександрівського району Кіровоградської області (у середині 17 ст. воно належало Б.Хмельницькому). Обладунок  відносився до захисного озброєння, призначався для захисту тулуба від шабельних ударів та колючої зброї. Панцир зроблений із злегка опуклих залізних пластин та сплощених  кілець із залізного дроту, сплетених у кольчужне полотно. Відрізнявся легкістю, рухливістю, пластичністю, що було особливо важливо для кіннотника.
Окрему групу предметів складають особисті козацькі речі: люльки, гребінці, бритва, похідна виделка, перстень-печатка із зображенням герба «Леліва» та ініціалами власника «М.І».
Музей Богдана Хмельницького налічує в експозиції більше ніж півсотні предметів гончарного виробництва XVII-XVIII ст. ст. Серед них кухонний та столовий посуд, пічні кахлі, побутові вироби різного призначення (підсвічники,іграшки, ремісничі знаряддя праці). Вони вирізняються високою якістю виробництва, різноманітністю форм та оздоблення. Усе це дає підставу вбачати в даній колекції мистецьку та історичну цінність.
Цікавою є будівельна кераміка, зокрема, пічна кахля 17 ст. «Сотник і джура» із місця садиби Богдана Хмельницького в селі Суботів. На лицьовій пластині кахлі зображено вершника (сотника) та піхотинця (джуру), який лівою рукою тримає за повід коня , а правою – древко  з трикутним прапором на вершині.
З-поміж археологічних речей представлених в експозиції, великий  інтерес становлять рештки жіночого одягу – ліфа та очіпка, які виготовлені з коштовних тканин – італійської парчі з тканим золотим узором, шовку, прикрашені срібним мереживом ручної роботи.
Нумізматична збірка музею відображає характер грошового обігу та рівень економічного розвитку Наддніпрянщини за часів Богдана Хмельницького. В ній зібрані монети Речі Посполитої, Пруссії, Швеції, Голландії, Іспанських Нідерландів, Московського царства та Кримського ханства 16 – 17 ст. різних номіналів. Центральне місце в даному експозиційному комплексі належить змішаному скарбу монет, який було випадково знайдено під час земляних робіт поблизу с. Вітове Чигиринського району. Скарб нараховує 901 одиницю, більша частина з яких соліди – дрібна розмінна монета з низькопробного срібла або міді. Найстарішою монетою скарбу є солід Сигізмунда III 1615 року, найпізнішою – шведський солід 1669 р.
Значну частину музейної колекції складають твори українського образотворчого мистецтва. Серед них — портрет Богдана Хмельницького виконаний невідомим автором у 18 столітті. Портрет надійшов до фондів Національного історико – культурного заповідника «Чигирин» із Чигиринського краєзнавчого музею. Колишній директор музею Віктор Сергійович Горковенко пригадав, що в 70 – х роках  ХХ ст. це зображення приніс один із місцевих жителів. На жаль, його ім’я не запам’ятали. У будинку невідомого чигиринця портрет пережив і Велику Вітчизняну війну. Від неї на полотні залишилось декілька пошкоджень від куль. Після реставрації портрет Богдана Хмельницького зайняв місце в експозиції музею. 
Сучасне українське мистецтво репрезентоване роботами О.Данченка, Ф.Гуменюка, О.Сіренка, С.Гончаренка, Ю.Саницького, Бориса та Галини Туліних, Н.Атамась.   У фондах Національного історико – культурного заповідника «Чигирин» зберігається  27 робіт Данила Георгійовича Нарбута, Народного художника України, лауреата Державної премії ім. Т.Г.Шевченка. Це серієя картин «Гетьмани України». 

## Галерея

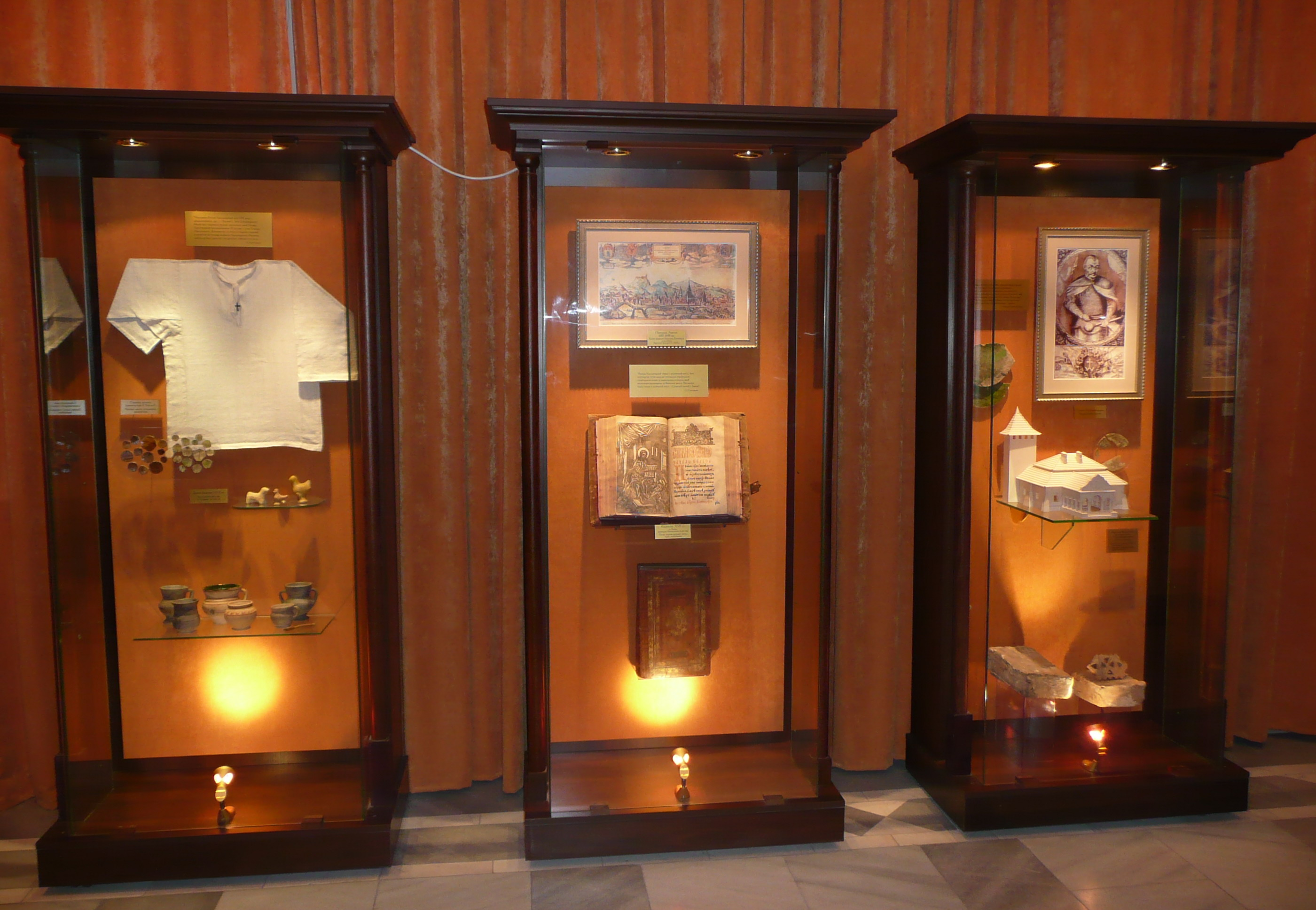
Зал музею Б.Хмельницького
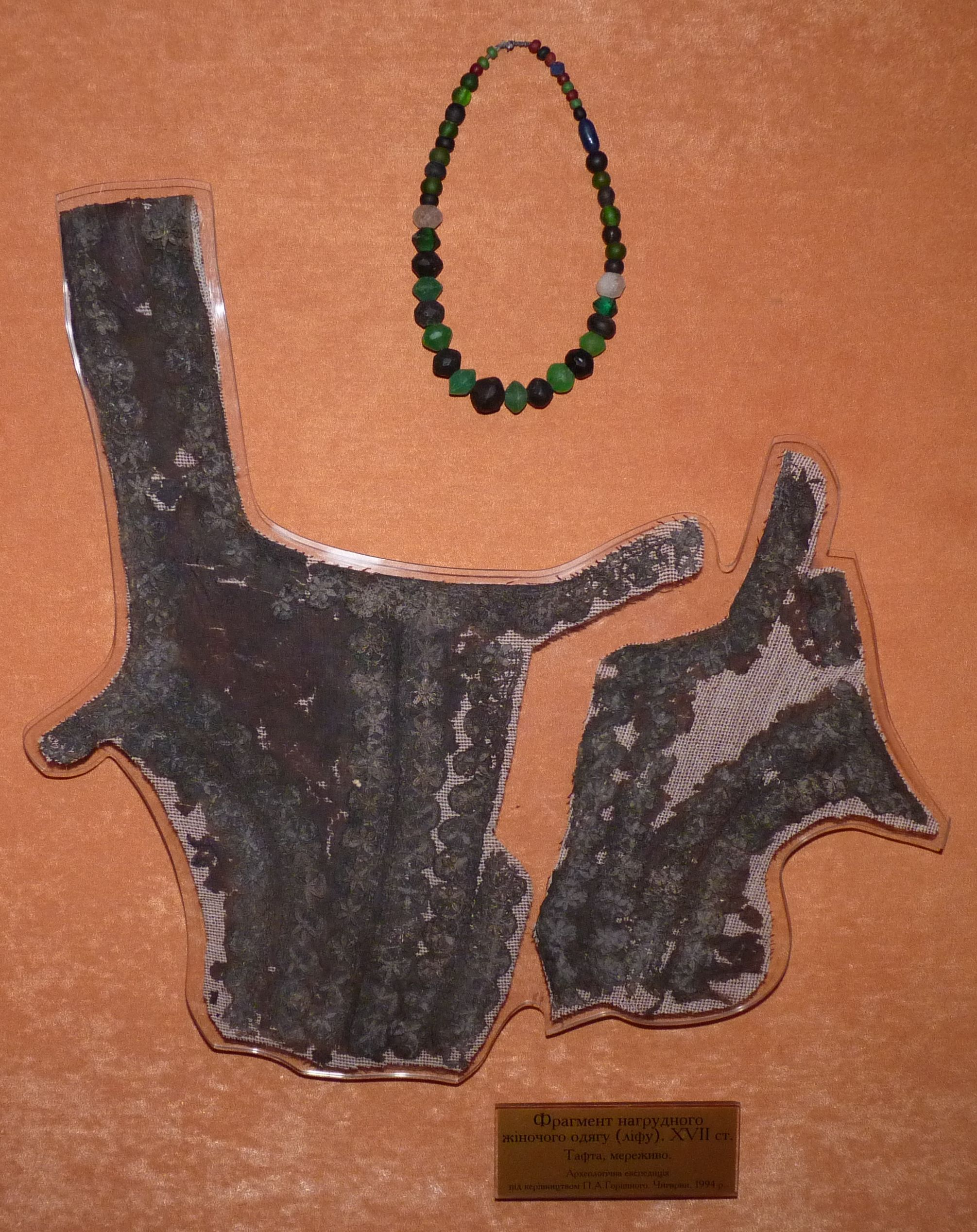
Рештки жіночого одягу,XVII ст.
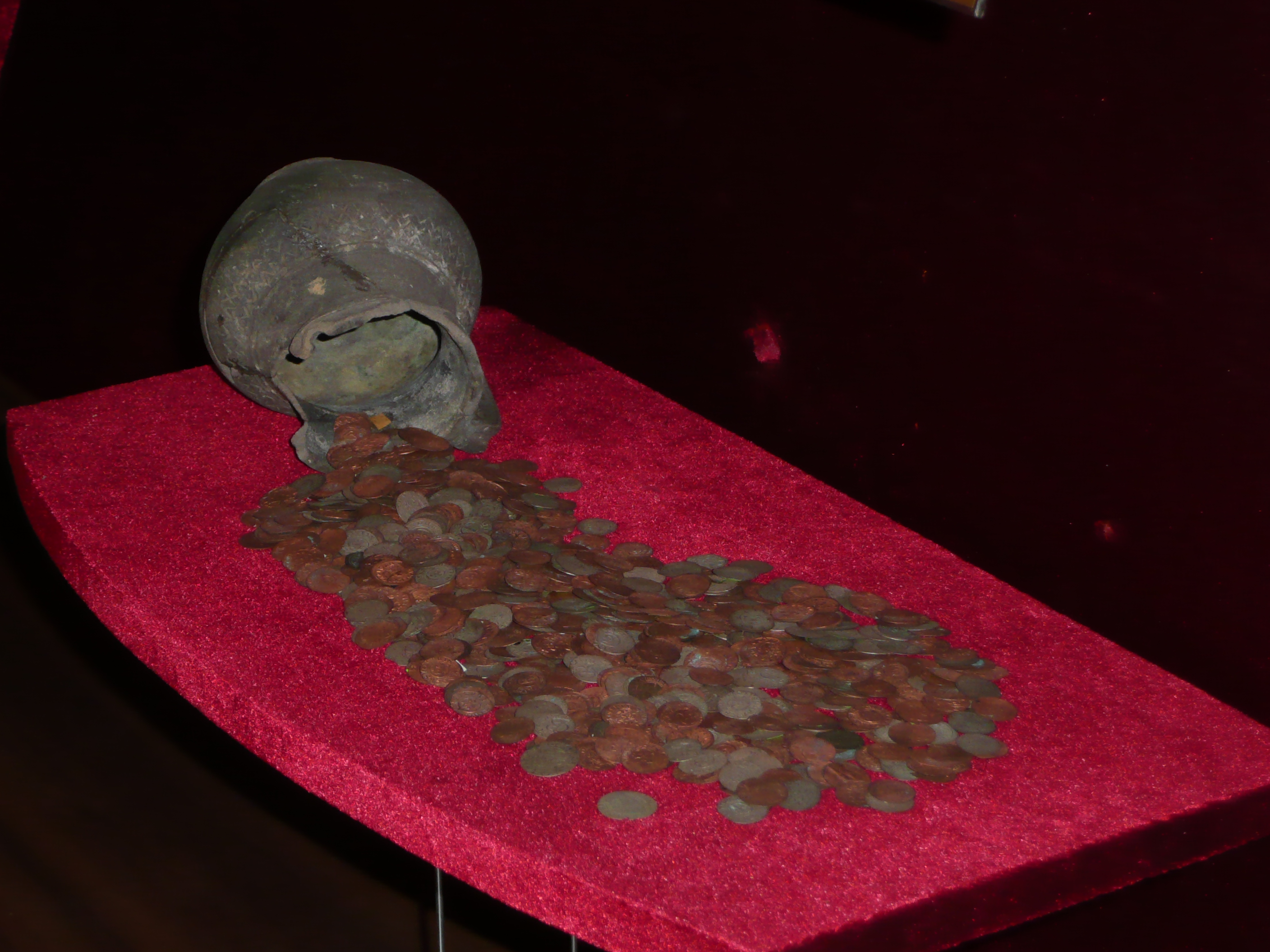
Скарб монет, XVII ст.